# 600 kilos d'or pur
Pour plus de détails, voir Fiche technique et Distribution.
600 kilos d'or pur est un film français réalisé par Éric Besnard en 2009 et sorti 2010.

## Synopsis
Un groupe de quatre hommes et une femme s'attaquent au produit d'une mine d'or en Guyane. Leur but est de s'emparer de près de 600 kilos d'or pur en lingots. Après le vol, la fuite en hélicoptère pour rejoindre le Brésil est interrompue et l'hélicoptère doit se poser dans la jungle. L'important trésor dérobé et surtout le poids qu'il pèse deviennent un fardeau à transporter dans ce milieu hostile.

## Fiche technique
- Titre : 600 kilos d'or pur
- Réalisation : Éric Besnard
- Scénario : Éric Besnard
- Production : Éric Altmayer et Nicolas Altmayer
- Production exécutive : Murielle Thierrin
- Musique originale : Christophe Julien
- Photographie : Jean-Marie Dreujou
- Montage : Christophe Pinel
- Décors : Marc Thiébault et Serge Fernandez
- Costumes : Olga Michalowska
- Distribution : Gaumont
- Durée : 100 min (1 h 40)
- Pays de production :  France
- Langue : français
- Format : couleur
- Date de sortie : 
  - France et Belgique : 25 août 2010

## Distribution
- Clovis Cornillac[1] : Virgil
- Audrey Dana : Camille
- Patrick Chesnais : Georges
- Claudio Santamaria : Enzo[2]
- Bruno Solo : Rémi
- Eriq Ebouaney : Melchior[3]
- Gérard Klein : Maurice
- Mehdi Nebbou : Norris
- Hubert Saint-Macary : Duval
- Jean-Pierre Martins : Lionel
- Serge Abatucci : L'homme en pirogue

## Production

### Tournage
Le film a été tourné en Guyane du 31 août au 24 octobre 2009.

## Autour du film
- Pendant le tournage, Patrick Chesnais apprend la mort de sa mère Gisèle Collé[5].
- Le film est en partenariat avec WWF[6].